# Torreón
Torreón est une ville du Mexique septentrional (État de Coahuila). Elle fait partie de la zone métropolitaine de la Laguna avec Gomez Palacio et Lerdo. Centre de traitement du minerai. Grand centre commercial et industriel (industries alimentaires, textiles, chimiques, métallurgiques). Constructions mécaniques. Fonderies. Usines de sous traitance du textile et des accessoires automobiles. Premier centre de production laitière du Mexique (Entreprise LALA).

## Évêché
- Diocèse de Torreón
- Cathédrale de Torreón

## Sports

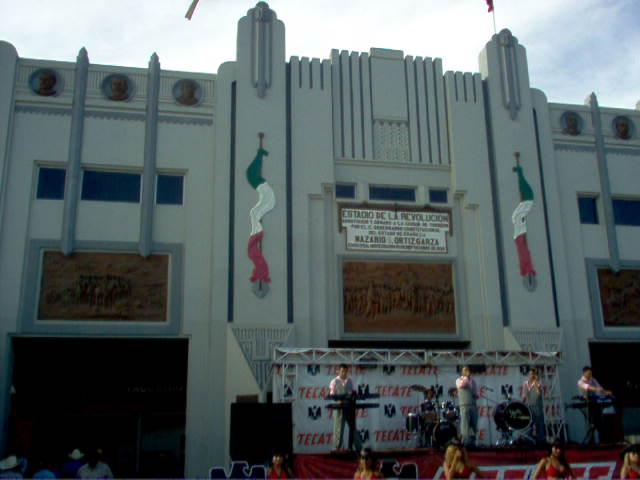
Extérieur de l'Estadio Revolución en 2009.

Le club de football Santos Laguna, qui joue à l'Estadio Corona, porte les couleurs de la ville.
En Ligue mexicaine de baseball, les Vaqueros Laguna sont basés à Torreón où se trouve leur stade, l'Estadio Revolución, comptant 12 000 places.

## Universités
La universidad Iberoamericana y possède un campus.
On peut également noter la présence d'autres universités privées, comme l'ITESM/ TEC de Monterrey Campus Laguna, L'université ibéro-américaine Torreón et la UVM

## Médias
Le quotidien El Siglo de Torreón y est fondé en 1922.

## Jumelage
- Fresno (États-Unis)